# Joseph Strutt
Joseph Strutt (pokřtěn 19. září 1765 – 13. ledna 1844) byl anglický filantrop.

## Dětství
Joseph byl nejmladším ze tří synů Jedediaha Strutta z Derby a Elizabeth Woolattové. Jeho bratři se jmenovali William a George. Struttova rodina zbohatla díky přádelně hedvábí, bavlny a kalika ve městě Derby. 19. září 1765 byl Joseph Strutt pokřtěn v Unitářské kapli na Friar Gate v Derby. Vystudoval Derbskou školu.

## Rodina
Roku 1793 se Strutt v ashbournském Kostele sv. Oswalda oženil s Isabellou Archiboldovou Douglasovou, se kterou měl syna a dvě dcery. Isabella však už v roce 1801 zemřela. První z dcer, Caroline, si vzala Edwarda Hurta, ale roku 1835 zemřela. Druhá dcera, Isabella, se vdala za Johna Howarda Galtona, se kterým měla syna, později známého jako Sira Douglase Strutta Galtona.

## Kariéra
Od svých 28 let Strutt pracoval ve službách města Derby. Vystřídal mnoho kancelářských pozic, dokonce se jednou stal vrchním smírčím soudcem a dvakrát byl na pozici starosty Derby. Když byl v tomto úřadu podruhé, tedy od listopadu 1835 do listopadu 1836, stal se i prvním starostou výsadního města Derby, nově vzniklého reformou.
Celý život byl Joseph Strutt radikálním společenským reformátorem, jenž většinu svého času zasvětil službám městu. Byl pevného přesvědčení, že pro získání respektu od pracující třídy a proměnu „jejich tupého chování a nízkých zálib“ musí mít tito lidé stejné příležitosti užívat si civilizovaných radostí, jako jsou výstavy umění či pobyt v parcích, kterými tráví čas vyšší společnost. Také se zasloužil o založení Ústavu mechaniky v roce 1824.
V období napoleonských válek Strutt sloužil jako poručík v místní milici, jelikož hrozilo nebezpečí francouzské invaze.
Strutt si nechal vybudovat vlastní dům a zahrady v ulici St. Peter's Street (dnes se jedná o budovu Thorntree House, sídlo banky HSBC) a využíval jej jako muzeum a uměleckou galerii pro všechny společenské vrstvy derbského obyvatelstva. Chtěl tak zlepšit všeobecné chápání krásných umění. Vystavovaná umělecká díla zahrnovala sochy Williama Johna Coffeeho, reprezentující práce sochařů antiky a renesance, i sbírku obrazů slavných renesančních umělců. Struttova sbírka zahrnovala také krásný příklad egyptské mumie.
Joseph Strutt byl mimo jiné presidentem Ústavu mechaniky, který sám založil a kterému dával každoroční příspěvky na jeho práci. Expozice, konající se roku 1839 v přednáškové síni ústavu, vystavovala také díla ze Struttovy sbírky. Mnohé z těchto předmětů se později staly zřejmě součástí sbírky Muzea a umělecké galerie v Derby.
Strutt také přispěl společnosti Athenaeum 1000 liber na stavbu jejich budovy, ze které mělo být muzeum a galerie nabízející široké veřejnosti výstavy umění. Finančně podporoval i Derbyshirskou obecnou nemocnici (pozdější Derbyshirskou královskou nemocnici), jejíž budova byla navržena Struttovým starším bratrem Williamem.
Pravděpodobně nejznámějším činem Josepha Strutta je však jeho dar obyvatelům Derby – arboretum navržené tak, aby poskytovalo ponaučení i místo k cvičení, zábavě a odpočinku. Toto arboretum je zaznamenáno jako první veřejný park v Anglii. Získal služby Johna Claudia Loudona, jenž vytvořil koncept zahrady, dokončené za cenu 10 000 liber.
Joseph Strutt zemřel 13. ledna 1844 ve svém domě na St. Peters Street potom, co se zúčastnil schůze, aby hlasoval pro zlepšení hygienických podmínek ve městě Derby. Byl nemocný už delší dobu a utrpěl opětné zhoršení zdravotního stavu, ze kterého se už nedostal. Byl pohřben, stejně jako jeho žena, v Unitářské kapli na Friar Gate. Tato původní kaple byla zbořena v 70. letech 20. století.